# Faith Evans
Faith Renée Evans (Lakeland, 10 de Junho de 1973) é uma cantora de R&B, atriz e modelo estadunidense. Ela é viúva do rapper The Notorious B.I.G..

## Discografia
- 1995: Faith
- 1998: Keep the Faith
- 2001: Faithfully
- 2005: The First Lady
- 2005: A Faithful Christmas
- 2010: Something About Faith
- 2014: Incomparable
- 2017: The King & I (colaboração)

## Cinema
Faith fez uma participação especial no filme The Fighting Temptations (Resistindo às Tentações).